# Grande-Bretagne aux Jeux olympiques d'hiver de 1972
Cet article contient des informations sur la participation et les résultats de la Grande-Bretagne aux Jeux olympiques d'hiver de 1972 à Sapporo au Japon.

## Ski alpin
Homme
| Athlète            | Event        | Race 1        | Race 1 | Race 2 | Race 2 | Total         | Total |
| Athlète            | Event        | Temp          | Rang   | Temp   | Rang   | Temp          | Rang  |
| ------------------ | ------------ | ------------- | ------ | ------ | ------ | ------------- | ----- |
| Iain Finlayson     | Descente     |               |        |        |        | 2 min 06 s 50 | 50    |
| Konrad Bartelski   | Descente     |               |        |        |        | 2 min 02 s 71 | 43    |
| Alex Mapelli-Mozzi | Descente     |               |        |        |        | 2 min 00 s 28 | 37    |
| Royston Varley     | Descente     |               |        |        |        | 1 min 58 s 53 | 33    |
| Alex Mapelli-Mozzi | Slalom géant | DSQ           | –      | –      | –      | DSQ           | –     |
| Konrad Bartelski   | Slalom géant | DNF           | –      | –      | –      | DNF           | –     |
| Iain Finlayson     | Slalom géant | 1 min 45 s 88 | 46     | DNF    | –      | DNF           | –     |
| Royston Varley     | Slalom géant | ?             | 41     | DNF    | –      | DNF           | –     |

Hommes slalom
| Athlète            | Classification | Classification | Final         | Final | Final         | Final | Final         | Final |
| Athlète            | Temp           | Rang           | Temp 1        | Rang  | Temp 2        | Rang  | Total         | Rang  |
| ------------------ | -------------- | -------------- | ------------- | ----- | ------------- | ----- | ------------- | ----- |
| Iain Finlayson     | DSQ            | –              | 1 min 06 s 86 | 40    | 1 min 03 s 69 | 28    | 2 min 10 s 55 | 28    |
| Konrad Bartelski   | DSQ            | –              | DNF           | –     | –             | –     | DNF           | –     |
| Alex Mapelli-Mozzi | DSQ            | –              | DNF           | –     | –             | –     | DNF           | –     |
| Royston Varley     | DNF            | –              | 1 min 06 s 31 | 38    | 1 min 01 s 54 | 24    | 2 min 07 s 85 | 26    |

Femme
| Athlète          | Event        | Race 1  | Race 1 | Race 2  | Race 2 | Total         | Total |
| Athlète          | Event        | Temp    | Rang   | Temp    | Rang   | Temp          | Rang  |
| ---------------- | ------------ | ------- | ------ | ------- | ------ | ------------- | ----- |
| Carol Blackwood  | Descente     |         |        |         |        | 1 min 44 s 61 | 38    |
| Divina Galica    | Descente     |         |        |         |        | 1 min 41 s 58 | 26    |
| Gina Hathorn     | Descente     |         |        |         |        | 1 min 41 s 42 | 25    |
| Valentina Iliffe | Descente     |         |        |         |        | 1 min 41 s 36 | 23    |
| Carol Blackwood  | Slalom géant |         |        |         |        | 1 min 43 s 96 | 35    |
| Valentina Iliffe | Slalom géant |         |        |         |        | 1 min 36 s 68 | 26    |
| Gina Hathorn     | Slalom géant |         |        |         |        | 1 min 33 s 57 | 14    |
| Divina Galica    | Slalom géant |         |        |         |        | 1 min 32 s 72 | 7     |
| Carol Blackwood  | Slalom       | DNF     | –      | –       | –      | DNF           | –     |
| Valentina Iliffe | Slalom       | DNF     | –      | –       | –      | DNF           | –     |
| Divina Galica    | Slalom       | 51 s 13 | 22     | 49 s 37 | 13     | 1 min 40 s 50 | 15    |
| Gina Hathorn     | Slalom       | 48 s 72 | 14     | 47 s 46 | 8      | 1 min 36 s 18 | 11    |

## Biathlon
Homme
| Event | Athlète         | Temp               | Pénalité | Adjusted time 1    | Rang |
| ----- | --------------- | ------------------ | -------- | ------------------ | ---- |
| 20 km | Malcolm Hirst   | 1 h 20 min 55 s 59 | 14       | 1 h 34 min 55 s 59 | 53   |
| 20 km | Alan Notley     | 1 h 21 min 48 s 72 | 7        | 1 h 28 min 48 s 72 | 43   |
| 20 km | Jeffrey Stevens | 1 h 19 min 28 s 95 | 4        | 1 h 23 min 28 s 95 | 26   |
| 20 km | Keith Oliver    | 1 h 17 min 40 s 31 | 3        | 1 h 20 min 40 s 31 | 11   |

1One minute added per close miss (a hit in the outer ring), two minutes added per complete miss.
Hommes 4 x 7.5 km relais
| Athlètes                                               | Race     | Race               | Race |
| Athlètes                                               | Misses 2 | Temp               | Rang |
| ------------------------------------------------------ | -------- | ------------------ | ---- |
| Malcolm Hirst Keith Oliver Jeffrey Stevens Alan Notley | 5        | 2 h 01 min 38 s 84 | 11   |

2A penalty loop of 200 metres had to be skied per missed target.

## Bobsleigh
| Sled  | Athlètes                   | Event      | Run 1         | Run 1 | Run 2         | Run 2 | Run 3         | Run 3 | Run 4         | Run 4 | Total         | Total |
| Sled  | Athlètes                   | Event      | Temp          | Rang  | Temp          | Rang  | Temp          | Rang  | Temp          | Rang  | Temp          | Rang  |
| ----- | -------------------------- | ---------- | ------------- | ----- | ------------- | ----- | ------------- | ----- | ------------- | ----- | ------------- | ----- |
| GBR-1 | John Evelyn Peter Clifford | Bob à deux | 1 min 18 s 60 | 19    | 1 min 17 s 23 | 15    | 1 min 15 s 80 | 19    | 1 min 17 s 38 | 19    | 5 min 09 s 01 | 20    |
| GBR-2 | John Hammond Michael Sweet | Bob à deux | 1 min 18 s 09 | 15    | 1 min 18 s 18 | 19    | 1 min 15 s 71 | 18    | 1 min 14 s 98 | 10    | 5 min 06 s 96 | 17    |

| Sled  | Athlètes                                            | Event        | Run 1         | Run 1 | Run 2         | Run 2 | Run 3         | Run 3 | Run 4         | Run 4 | Total         | Total |
| Sled  | Athlètes                                            | Event        | Time          | Rank  | Time          | Rank  | Time          | Rank  | Time          | Rank  | Time          | Rank  |
| ----- | --------------------------------------------------- | ------------ | ------------- | ----- | ------------- | ----- | ------------- | ----- | ------------- | ----- | ------------- | ----- |
| GBR-1 | John Evelyn Mike Freeman Gomer Lloyd Michael Sweet  | Bob à quatre | 1 min 12 s 83 | 16    | 1 min 13 s 65 | 17    | 1 min 12 s 55 | 15    | 1 min 12 s 00 | 13    | 4 min 51 s 03 | 16    |
| GBR-2 | John Hammond Jackie Price Alan Jones Peter Clifford | Bob à quatre | 1 min 13 s 00 | 17    | 1 min 12 s 49 | 12    | 1 min 12 s 72 | 16    | 1 min 12 s 25 | 15    | 4 min 50 s 46 | 15    |

## Ski de fond
Homme
| Event | Athlète          | Race               | Race |
| Event | Athlète          | Temp               | Rang |
| ----- | ---------------- | ------------------ | ---- |
| 15 km | Harold Tobin     | 56 min 05 s 05     | 61   |
| 15 km | Peter Strong     | 54 min 41 s 99     | 60   |
| 15 km | Terence Palliser | 54 min 11 s 98     | 59   |
| 30 km | Terence Palliser | 1 h 54 min 39 s 41 | 55   |
| 30 km | Keith Oliver     | 1 h 54 min 10 s 60 | 45   |

Femme
| Event | Athlete        | Race           | Race |
| Event | Athlete        | Temp           | Rang |
| ----- | -------------- | -------------- | ---- |
| 5 km  | Frances Lütken | 19 min 40 s 17 | 42   |
| 10 km | Frances Lütken | 40 min 02 s 73 | 39   |

## Patinage artistique
Homme
| Athlète       | CF | FS | Points | Places | Rang |
| ------------- | -- | -- | ------ | ------ | ---- |
| John Curry    | 8  | 12 | 2512.2 | 85     | 11   |
| Haig Oundjian | 9  | 7  | 2538.8 | 65     | 7    |

Femme
| Athlète    | CF | FS | Points | Places | Rang |
| ---------- | -- | -- | ------ | ------ | ---- |
| Jean Scott | 9  | 11 | 2436.8 | 101    | 11   |

Couple
| Athlètes                       | SP | FS | Points | Places | Rang |
| ------------------------------ | -- | -- | ------ | ------ | ---- |
| Linda Connolly Colin Taylforth | 14 | 14 | 360.6  | 126    | 14   |

## Luge
Homme
| Athlète                 | Run 1   | Run 1 | Run 2   | Run 2 | Run 3   | Run 3 | Run 4   | Run 4 | Total         | Total |
| Athlète                 | Temp    | Rang  | Temp    | Rang  | Temp    | Rang  | Temp    | Rang  | Temp          | Rang  |
| ----------------------- | ------- | ----- | ------- | ----- | ------- | ----- | ------- | ----- | ------------- | ----- |
| Rupert Deen             | 59 s 21 | 43    | 59 s 65 | 44    | 58 s 10 | 44    | 58 s 58 | 43    | 3 min 55 s 54 | 43    |
| Richard Liversedge      | 57 s 38 | 42    | 57 s 08 | 43    | 55 s 71 | 43    | 56 s 32 | 42    | 3 min 46 s 49 | 42    |
| Jeremy Palmer-Tomkinson | 57 s 23 | 41    | 55 s 59 | 38    | 55 s 36 | 42    | 55 s 43 | 41    | 3 min 43 s 61 | 40    |
| Jonnie Woodall          | 55 s 11 | 29    | 55 s 21 | 33    | 54 s 78 | 38    | 55 s 05 | 38    | 3 min 40 s 15 | 34    |

(Hommes) Doubles
| Athletes                                   | Run 1   | Run 1 | Run 2   | Run 2 | Total         | Total |
| Athletes                                   | Temp    | Rang  | Temp    | Rang  | Temp          | Rang  |
| ------------------------------------------ | ------- | ----- | ------- | ----- | ------------- | ----- |
| Stephen Marsh Jonnie Woodall               | 46 s 77 | 18    | 47 s 05 | 19    | 1 min 33 s 82 | 19    |
| Michel de Carvalho Jeremy Palmer-Tomkinson | 47 s 09 | 20    | 47 s 50 | 20    | 1 min 34 s 59 | 20    |

## Patinage de vitesse
Homme
| Event    | Athlète       | Race           | Race |
| Event    | Athlète       | Temp           | Rang |
| -------- | ------------- | -------------- | ---- |
| 500 m    | David Hampton | 42 s 59        | 24   |
| 1500 m   | John Blewitt  | 2 min 18 s 96  | 37   |
| 1500 m   | David Hampton | 2 min 14 s 60  | 29   |
| 5000 m   | John Blewitt  | 8 min 16 s 75  | 26   |
| 5000 m   | David Hampton | 8 min 07 s 85  | 22   |
| 10,000 m | John Blewitt  | 16 min 51 s 50 | 23   |
| 10,000 m | David Hampton | 16 min 39 s 01 | 20   |